# Kustosz (historia książki)

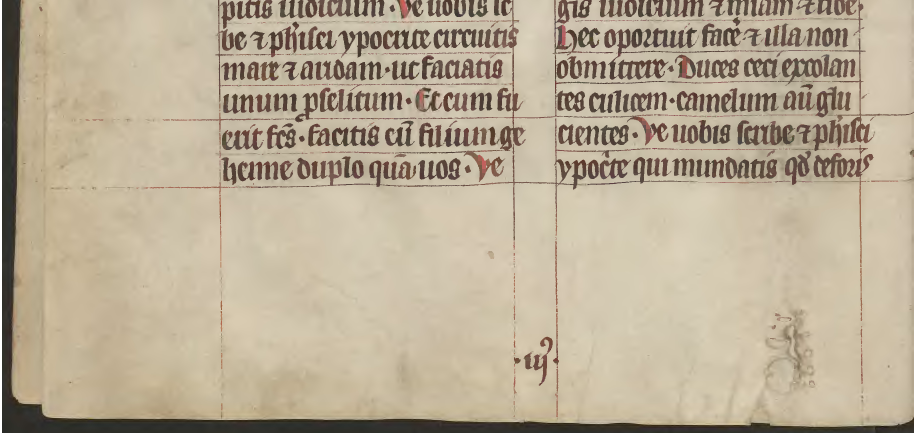
Na dole strony przykład kustosza w książce rękopiśmiennej (tu: oznaczenie iijus, czyli tertius, trzeci).

Kustosz (kustoda) – oznaczenie stosowane w książce rękopiśmiennej i drukowanej. W obu przypadkach termin ten posiada odmienne znaczenie.
Kustosz w książce rękopiśmiennej to oznaczenie polegające na umieszczeniu kolejnych liczb lub liter niedaleko krawędzi strony, mające na celu (podobnie jak reklamant) ułatwienie bezbłędnego szeregowania składek przy produkcji książki. W książce drukowanej kustosz jest to początek tekstu następnej składki umieszczony na dole składki poprzedniej. Funkcję kustosza z książki rękopiśmiennej od momentu rozpoczęcia wydawania książek drukowanych mają sygnatury.
Użycie sygnatur i kustoszy zostało wyparte około XVI wieku przez foliację i paginację, rozwiązując problem szeregowania składek przy produkcji książki.